# ウルネベス
ウルネベス(Urnebes)は、特にニシュやセルビア南部で食べられるスプレッドまたはサラダである。主材料として葉物野菜を用いたものと、濃厚なソースを用いたものの両方を指す。シレネ（白チーズ）、カイマク、唐辛子と、食塩やその他のスパイスから作る。セルビア南部では、乾燥粉末唐辛子（カイエンペッパー）の代わりに、みじん切りの唐辛子を用い、赤い色となる。唐辛子の種類と量により、マイルドな味から非常に辛い味になる。グリルした肉やバーベキューの副菜として食べることが多い。ニンニクを加えることもある。